# Phymorhynchus alberti
Phymorhynchus alberti är en snäckart som först beskrevs av Philippe Dautzenberg och Fischer 1906.  Phymorhynchus alberti ingår i släktet Phymorhynchus och familjen Turridae. Inga underarter finns listade i Catalogue of Life.